# Друштвене игре
Друштвене игре представљају врсту игара које укључују померање или постављање фигура или бројача на већ одређену површину по унапред утврђеним правилима. Неке игре су засноване на чистој стратегији, многе садрже елемент случајности, али већина њих зависе од чисте среће, без икаквог елемента вештине или знања.
Серија од 49 малих резбарених обојених камења пронађена је на гробљз Басур Хоиук (Başur Höyük ) у југоисточној Турској старог око 5.000 година. Ово су најстарији остаци игара икада пронаћени. Слични остаци су пронађени у Сирији и Ираку који указују на друштвене игре пореклом из Fertile Crescent познатом под називом „ колевка цивилизације’’.
Друге игре с коцкама раног порекла креиране су бојењем једне стране пљоснатих штапића. Ови штапићи су се бацали истовремено а укупан број обојених штапића је означавао добитак. Коцкице из древне Месопотамије су направљене од великог броја материјала, укључујући изрезане зглобне кости, дрво, обојено камење и љуштуре шкољки.
Коцкице су се такође правиле и од других материјала попут месинга, бакра, слоноваче и мермера. Коцкице из римског доба изгледају доста слично шестостраним коцкицама које се данас користе. Такође, постојале су и коцкице с исеченим угловима чиме су пружале додатне могућности.

## Историја

### Древне друштвене игре
Друштвене игре су игране у већини култура и друштава током историје. Током историје су биле веома популарне у древном Египту. Једна од првих игара је била игра Сенат, пронађена у гробницама прве династије Египта. Сенет је приказан на неколико илустрација из древних египатских гробница. У време Новог краљевства у Египту (1550–1077. п. н. е), Сенат је постала нека врста талисмана за путовање мртвих.
Како су друштвене игре биле омиљени вид забаве племића и краљева, временом их је и радничка класа брзо усвојила. Убрзо након тога су настале друштвене игре које су тематски биле везане за религију. Једна од таквих игара је била Мехен. Игра је представљала божанство Механа. Култ сунца представља бога Механа као огромну змију која је Амона-Ра бога Сунца умотала у својим калемовима.
Backgammon је настао у древној Персији пре 5.000 година. Го и Лиубо потичу из Кине. Схак потиче из Сомалије. Бао (манкала игра) се и даље игра у источној Африци. Патолли је настао у Мезоамерици коју је играо древни Азтец и краљевска игра Ура пронађена је у краљевским гробницама Ура, која је дала Месопотамију пре 4.600 година. Најстарија позната листа игара је листа Буда игара.

### Сједињене Америчке Државе
За време колонијалног периода у Америци током 17. и 18. века, куглање и игре с картама биле су непознате. Пилгрими и пуританци нису одобравали играње игара а коцкице су за њих представљале инструменте ћавола. Када је гувернер Вилијам Брадфорд открио групу не-пуританаца који су играли тадашњу врсту бејзбола, ударањем лопте, и забављајући се другим спортовима на улицама на Божићни дан 1622. године, одузео им је сва средстава и опоменуо их да треба да се посвете својим домовима а не играма.
Свакако, најраније друштвене игре које су се појавиле у Сједињеним Америчким Државама биле су The Mansion of Happiness (1843), The Game of Pope and Pagan и The Siege of the Stronghold of Satan by the Christian Army (1844). They were all based upon Christian moralit. Оно што је било карактеристично је то сто су све биле засноване на основу хришћанског морала.

### Друштвене игре у 20. веку
20. век. 1904. године, у покушају да на лакши начин објасни лоше стране капитализма (конкретно екстремног зарађивања станара и додатних мука оних који немају новац), Елизабет Меги ствара The Landlord’s Game, познату под именом Монопол.
Након Другог светског рата, у Немачкој долази до пацификације друштва које од малих ногу бива научено да је директан конфликт лоша ствар. Ово током 60-их година 20. века ствара нови тип друштвених игара, игара немачког стила, данас познатих као eurostyle games. Ово су игре које играчима нуде дубље стратешке одлуке без директних конфликата и интеракција, али уз много слабији тематски доживљај него код ратних игара.

### Друштвене игре у 21. веку
Крајем деведесетих година прошлог века дошло је до значајног пораста на тржишту друштвених игара. Такође, захваљујући интернету, оне постају све популарније како међу старијим тако и међу млађим популацијама. Током 2.000 година у оквиру индустрије друштвених игара настао је велики број компанија које су креирале велики број игара које су се касније продавале већој публици широм света.

## Врсте механизама унутар друштвених игара
Постоје преко 50 механизама унутар друштвених игара, најпопуларнији мећу њима јесу:
1. Програмирање акције
2. Контрола територије
3. Аукција
4. Кретање karata
5. Креирање шпила
6. Изградња шаблона
7. Узими и достави
8. Играње улоге
9. Ролуј и померај
10. Сакупљање сетова
11. Истовремени одабир akcije
12. Постављање радника

## Утицај друштвених игара
Поред забаве, друштвене игре окупљају људе у активностима које подразумевају како надметање, тако и сарадњу. Оно што је важно и заједничко за све друштвене игре јесте да нуде много више од обичне забаве. Штавише, ове игре имају позитиван утицај на опште психофизичке здравље, без обзира на старосну доб играча. Оне представљају моћно средство за стицање знања и развој бројних вештина. Највећи умови човечанства су друштвеним играма давали огроман значај. Једна веома важна вештина коју играње друштвених игара промовише. Реч је о развоју емпатије. Друштвене игре наводе играча да разумеју оног другог, како он размишља и реагује.
Студија проведена од групе истраживача са Универзитета Калифорније, показала је да су различити региону мозга активирани када играмо против других људи или супротно. Када се играчи такмиче једни против других они покушавају да направе „ментални модел” намера противника или других играча. Претпоставку како супротна страна размишља, или који би могли бити његови најлогичнији следећи потези. У односу на ту претпоставку особа гради властиту стратегију.

### Развој критичког мишљења
Како особа расте, тако се развија њено мишљење и поглед на свет. У том развоју друштвене игре и како могу бити од користи, што у последње време наглашавају и многи стручњаци. Када се особа за вријеме игре нађе пред неким проблемом, покушаће да га реши. У почетку ће му помагати играчи, а временом му таквим ситуацијама неће представљати препреку. Стручњаци кажу да управо такве ситуације уче пре свега децу како да у реалном животу рационално решавају потенцијалне проблеме, док неки чак и кажу како друштвене игре (под условом да се играју од раног доба), помажу у повећању детета коефицијента интелигенције.

### Самосталност
Ако се ради о игри у којој сваки играч делује самостално, особа ће научити како за своје потезе у игри не треба никоме од укључених пружати оправдање, односно зашто се одлучила на тај потез. Такође ће схватити како остали нису ту како би јој дали савет, па ће и неке ситуације морати сами решити. Ово, и те како, може бити вредна лекција о самосталном суочавању с проблемима с којим се особа суочава у реалном свету.

### Смањење ризика од менталних обољења
Једна од најважнијих користи која се доводи у везу с играњем друштвених игара је смањење ризика од опадања и деградације когнитивних капацитета, који се поред осталог повезују и с деменцијом и Алцхајмеровом болешћу. Све док активно ангажујете свој интелект, одржавате га у доброј форми и јачате своје интелектуалне способности. Што је мозак снажнији, то је мањи ризик од губитка његових виталних функција.

### Терапијско дејство
Велики број друштвених игара захтева употребу финих моторичких способности, које су присутне у покретима подизања и померања жетона и других елемената, као и у поступцима који захтевају како координацију, тако и брзину. Редовном вежбом и активношћу унапређујемо ове основне способности, што је од велике важности - како за децу, тако и за одрасле с одређеним психичким или физичким недостацима, стара лица и реконвалесценте у фази опоравка. Друштвене игре су веома корисне као додатак третманима лечења професионалних болести, као и у другим просторима, укључујући и учионице за особе с посебним потребама које раде на постепеном побољшању нервне и мишићне функције.

## Сајмови друштвених игара
Данас постоји веома велики број сајмова друштвених игара, како у Европи тако и у другим деловима света. Два највећа јесу свакако Gemesecom у Америци i и Essenspiel у Есену . И један и други имају преко 80 хиљада посетиоца годишње.